# Terrella
Terrella (« petite Terre » en latin) est le nom donné à un dispositif expérimental destiné à étudier les propriétés électromagnétiques de la Terre ; il s'agit d'une boule aimantée (avec un pôle nord et un pôle sud magnétique) que l'on peut placer dans une chambre à vide et exposer à un champ magnétique. 

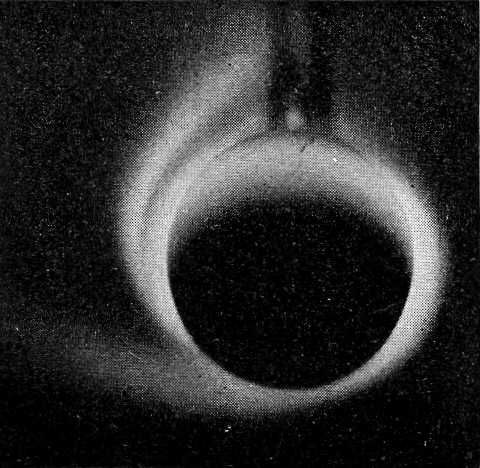
La terrella de Kristian Birkeland. Dans cette expérience, il a noté l'apparition de deux spirales qu'il considérait comme similaire à celle de certaines nébuleuses.

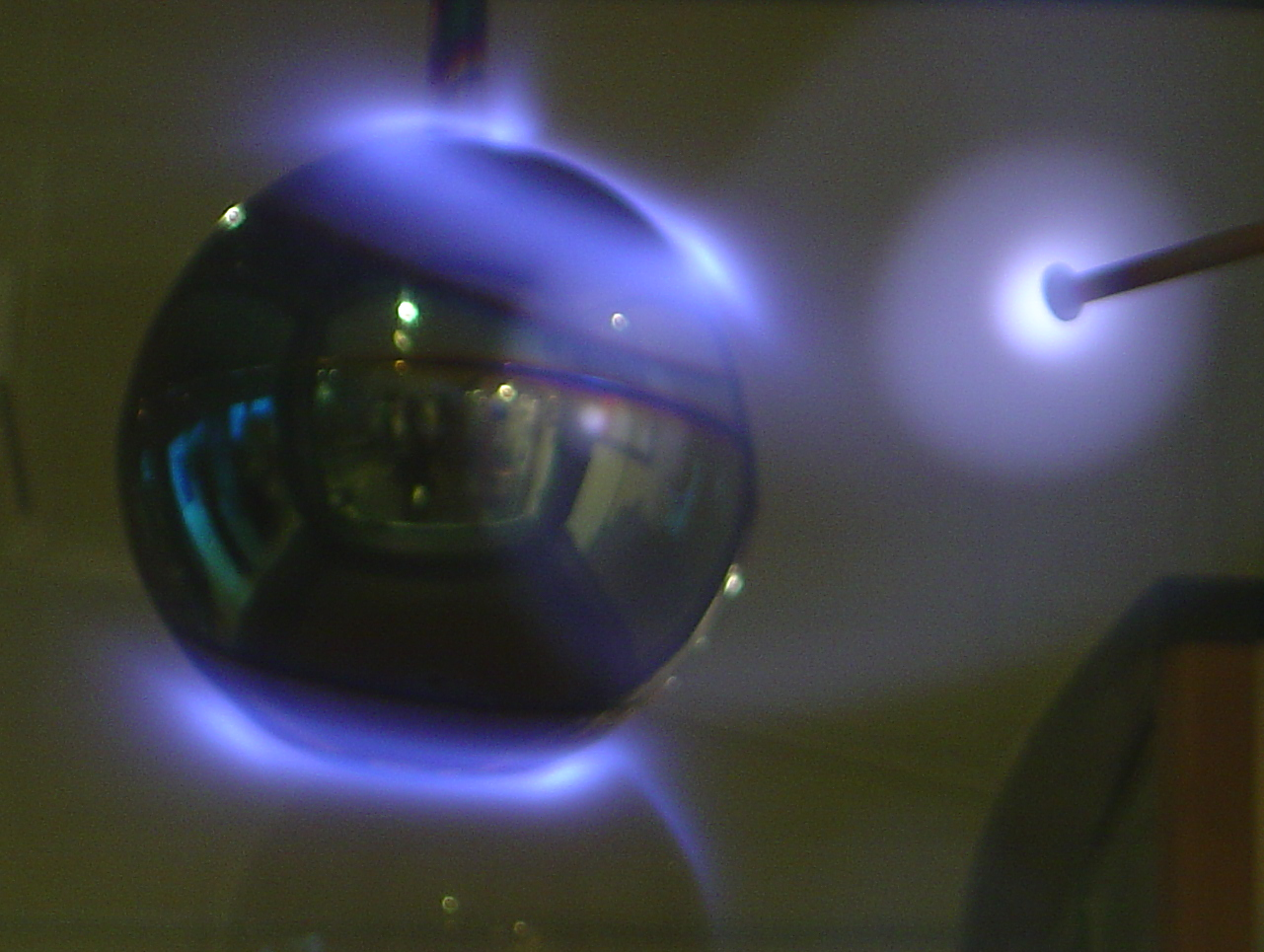
Exemple de terrella active.

Ce dispositif semble avoir été inventé par le médecin et astronome anglais William Gilbert alors qu'il étudiait le magnétisme terrestre. Il a été repris et développé 300 ans plus tard par le scientifique et explorateur norvégien Kristian Birkeland, qui cherchait à comprendre l'origine des aurores boréales.
Des terrellas ont été utilisées jusqu'à la fin du XXe siècle pour tenter de simuler la magnétosphère, mais elles sont maintenant remplacées par des simulations informatiques.

## Laterrellade William Gilbert

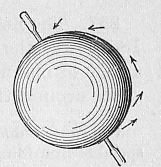
La terrella de William Gilbert.

Alors qu'on ne comprenait pas comment ni pourquoi l'aiguille aimantée d'un compas indiquait le nord, l'astronome William Gilbert, membre du Royal College of Physicians au service de la reine Elizabeth I a consacré une grande partie de sa vie à étudier le champ magnétique terrestre.
Plusieurs observateurs dont Christophe Colomb avaient noté que l'aiguille du compas déviait parfois du vrai nord, et Robert Norman a montré que la force qui s'applique sur l'aiguille n'est pas horizontale, mais émanait de l'intérieur du globe terrestre.
L'explication proposée par William Gilbert était que la terre était elle-même une sorte d'aimant géant, ce qu'il a démontré en créant un modèle réduit de la terre (dit « terrella ») ; une sphère formée de Magnétite. L'aiguille d'une petite boussole déplacée à la surface de cette boule s'oriente effectivement toujours vers le Nord de la boule, alors qu'une Boussole d'inclinaison indique une « inclinaison magnétique » entre l'horizontale et le nord magnétique. Gilbert a relaté ces découvertes dans un ouvrage intitulé De Magnete, Magneticisque Corporibus (en), et De Magno Magnete Tellure, publié en 1600.

## Laterrellade Kristian Birkeland

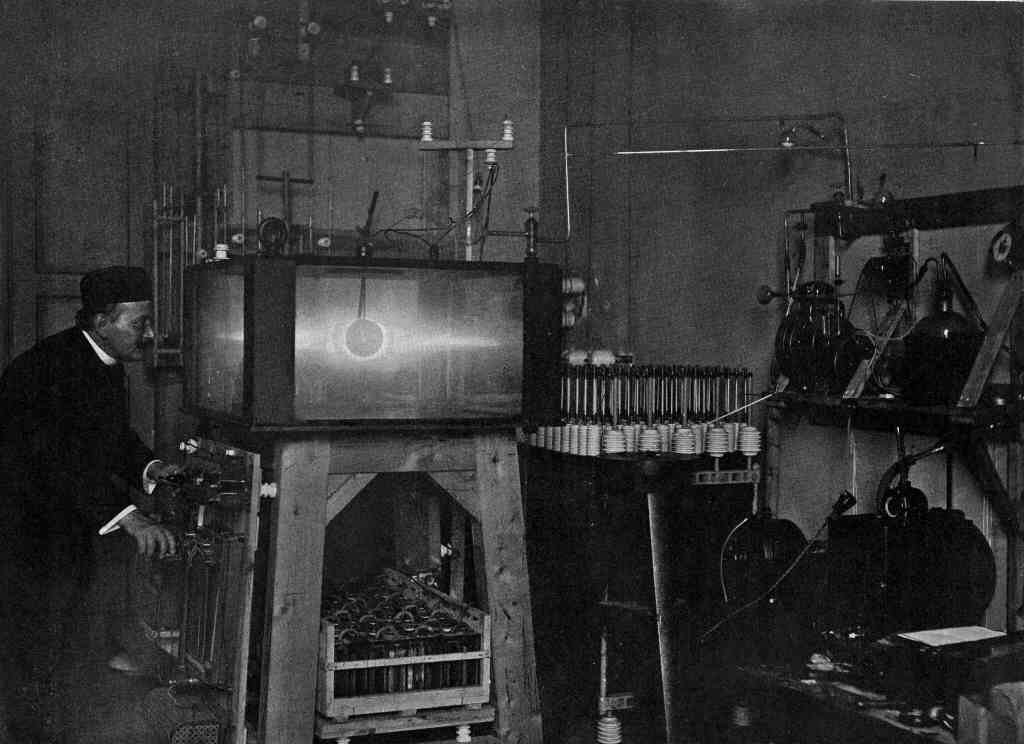
Kristian Birkeland et sa terrella.

Ce physicien norvégien cherchait en 1895 à expliquer l'origine et le mécanisme des aurores boréales, qui n'apparaissent que dans des régions sur les pôles magnétiques.
Il a simulé le phénomène en utilisant une « terrella » qu'il a disposé dans une chambre à vide tout en y dirigeant des faisceaux cathodiques (plus tard identifié comme étant des flux d'électrons). Et il s'est en effet produit une lueur dans les régions polaires de la terrella. Le vide n'étant pas parfait, les gaz résiduel situés dans la chambre matérialisaient le tracé suivi par les particules. Ni lui ni son associé Carl Størmer n'ont pu comprendre pourquoi l'aurore réelle évitait la zone située autour des pôles eux-mêmes. Nous savons maintenant que ceci est dû au fonctionnement de la magnétosphère. Birkeland croyait que les électrons provenaient du Soleil car les grandes recrudescences d'aurores boréales correspondaient à des périodes où les taches solaires étaient plus actives.
Birkeland a construit plusieurs terrellas, dont l'une (plus grande) a été reconstruite à Tromsø, en Norvège.

## Autresterrellas
L'allemand Carl Reichenbach (1788–1869) a aussi réalisé des expériences utilisant une terrella. Il a utilisé un électroaimant, placé dans une sphère d'acier qu'il a ensuite examinée dans une chambre noire en la soumettant à divers degrés d'électrification. Il nommait son globe « terrella, ou « Petite Terre ».
Vers 1950, en Suède, Brunberg et Dattner ont aussi utilisé une terrella pour simuler les trajectoires de particules dans le champ magnétique terrestre.
Vers 1972, en Union soviétique, Podgorny a construit des terrellas vers lesquelles il a dirigé des flux de plasma pour simuler le vent solaire.
Plus récemment (1990), à l'université de Californie, Hafiz-Ur Rahman a réalisé des expérimentations plus réalistes, difficiles à interpréter, et sans réussir à reproduire les paramètres de la vraie magnétosphère terrestre, aujourd'hui étudiée par des simulations informatiques.